# Litteratursociologi
Litteratursociologi är en sociologisk beteckning för studier och forskning som fokuserar på relationen mellan litteratur och samhälle. Det är en vetenskapsgren inom litteraturvetenskap och kultursociologi. Litteratursociologi innebär "ett systematiskt studium av litteraturen som socialt fenomen och som system och institution i samhället".
- Systematiskt studium – Planmässighet som går utöver det enskilda fallet.[2]
- Litteratur – något historiskt relevant eftersom vad som anses vara litteratur är olika mellan olika tidsepoker.[2]
- Socialt fenomen – Fokusera samspelet mellan litteraturen och samhället[2]

Beskrivningen kan låta abstrakt men i praktiken brukar litteratursociologiska studier vara mycket konkreta. Det gäller litteraturens vardagsvillkor.